# Yemenobrium velutinum
Yemenobrium velutinum là một loài bọ cánh cứng trong họ Cerambycidae.